# Aurelio Martínez Flores
Aurelio Martínez Flores, nacido en Guadalajara, Jalisco en 1948,  es un empresario y futbolista retirado mexicano, que jugaba en la posición de mediocampista. Jugó para el Club Deportivo Guadalajara y la Universidad de Guadalajara.
Aurelio "Zurdo" Martínez Flores, fue producto de la cantera rayada del Club Deportivo Guadalajara. Poseedor de un cañón infalible con la pierna izquierda en los tiros libres de larga distancia pero en las penas máximas realidas en los momentos más importantes de un partido, las fallaba; porque se las detenía el portero o mandaba el balón a la tribuna. Hizo mancuerna en la media cancha con Pedro Herrada y con Sabás Ponce la "Hormiguita".
Nació en 1948, hijo de Paula Flores de Martínez y de Clodomiro Martínez Hernández, quien por muchos años fue jugador y directivo en el Guadalajara, teniendo como hermanas a Gilda y Martha Martínez. 
Jugó desde las fuerzas inferiores en el Club Guadalajara, empezando en el equipo Migajas, donde consiguió su primer trofeo por haber sido el campeón goleador en al categoría infantil del Guadalajara.
Debutó en la temporada 1968-1969 en el Clásico Tapatío, Guadalajara vs Atlas el domingo 21 de julio de 1968, cuando suplió a Francisco Jara. El partido terminó empatado a dos tantos, siendo los dos goles rojiblancos obra del mediotampista Pedro Herrada.
Se retiró a los 34 años, en 1982, habiendo jugando 12 años con el Club Deportivo Guadalajara y 3 años jugando para los Leones Negros de la Universidad de Guadalajara. Al retirarse se dedicó al negocio de la construcción y desempeñando funciones relacionadas con su título como Licenciado en Administración de Empresas.
El 26 de julio de 1991 tomó posesión como presidente del Club Deportivo Guadalajara, puesto que ocupó hasta 1993. En 1993 fue presidente de la Comisión de Selecciones Nacionales de la Federación Mexicana de Fútbol (FMF).